# Tramway de Cuenca
Le tramway de Cuenca est une ligne de tramway dans la ville de Cuenca, en Équateur.

## Contexte
Décidée en 2011, la construction a commencé en novembre 2013, la ville de Cuenca ayant signé un contrat de 142,6 millions de dollars avec le consortium CITA Cuenca, dirigé par Alstom et comprenant CIM, Ineo et TSO, la même année. Les travaux se sont poursuivis jusqu'en 2015, avant d'être mis à l'arrêt en raison de problèmes financiers et contractuels. Les essais du matériel roulant Alstom Citadis du tramway ont commencé en août 2017  et fin 2017, la construction a repris avec un nouveau consortium.
En septembre 2018, un accord avec Metro Tenerife a été signé par la municipalité de Cuenca pour l'exploitation du tramway.

## Itinéraire

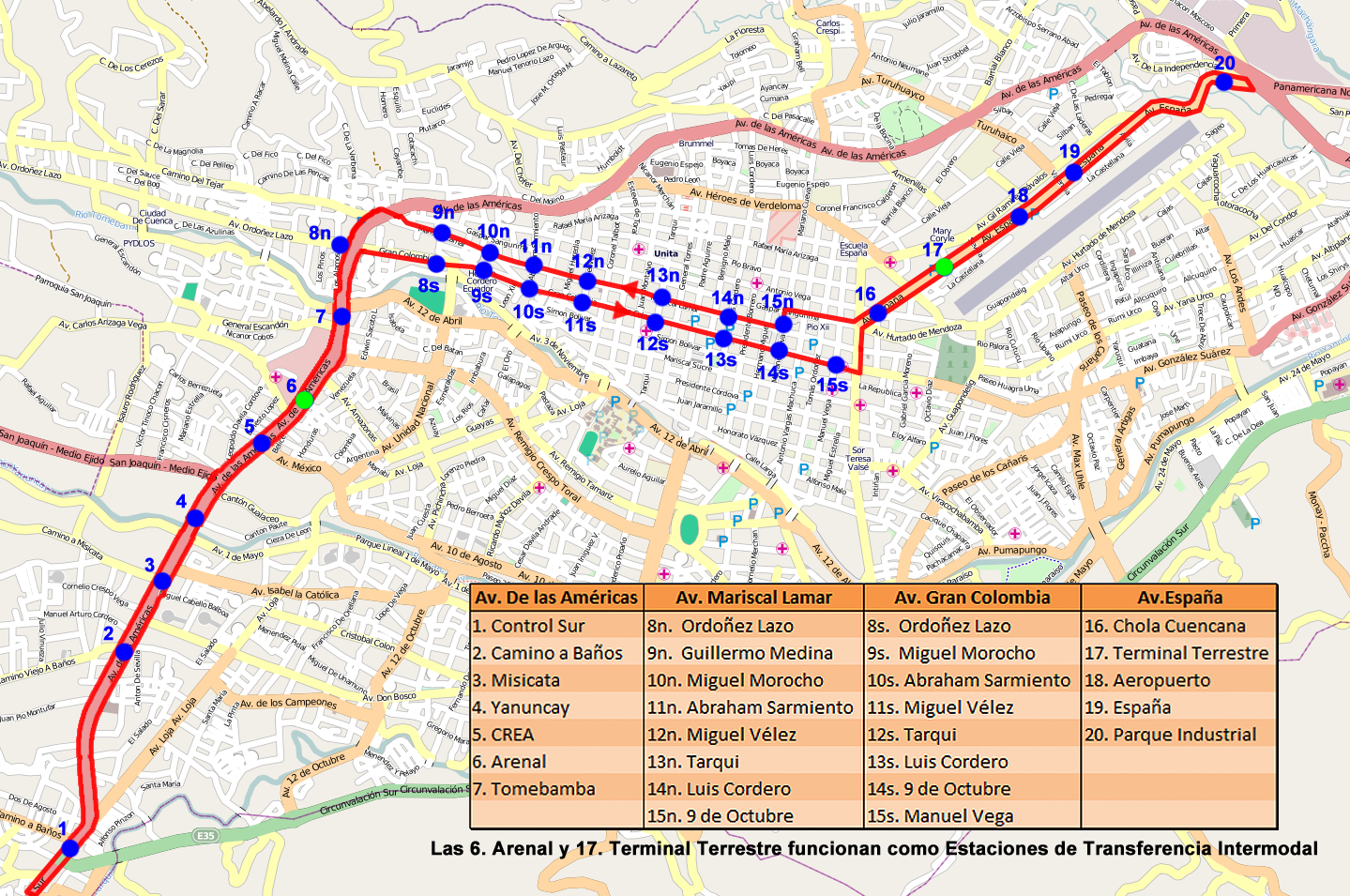
Plan de la ligne.

Le tramway de Cuenca met 35 minutes pour parcourir son itinéraire de 10,7 km entre la station Parque Industrial et la station Rio Tarqui. Le tramway devrait transporter 120 000 passagers par jour.
L'exploitation a démarré le 25 mai 2020, dans un mode limité en raison de l’épidémie de COVID-19.